# 交響曲第3番 (大澤壽人)
交響曲第3番は、日本の作曲家、大澤壽人が作曲した3番目の交響曲。

## 作曲の経緯
大澤は1936年留学先のパリから帰国し、11月に交響曲第3番に着手。1937年2月11日（紀元節）に完成した。3年後の皇紀2600年を見据えたものであった。皇紀2600年を迎えるにあたっては海外の作曲家への委嘱が行われ、また、信時潔、橋本國彦らが奉祝曲を作曲したが、大澤は一足早く奉祝曲を完成させていたことになる。

## 初演
1937年4月7日、日比谷公会堂において作曲者指揮、新交響楽団（のちのNHK交響楽団）によって初演された。この時は『建国の交響楽』という副題がつけられていた。

## 作品の内容

### 第1楽章 Allegro risoluto-Allegro
ニ調。ティンパニと低弦のトレモロで開始され、第2楽章を予告するフレーズを弦楽器が提示したりしながら音楽はやや断片的に進み、変ロ長調の響きの中で主部に入る。木管が半音階的に揺れ動き、ニ短調の第1主題を提示する。続いてティンパニが鳴り響いて重苦しい第2主題が登場する。やがて弦楽器に導かれて哀調のある旋律が登場する。展開部に入り、二つの主題が展開される。再現部は木管に第1主題が現れて始められ、盛り上がって来てシンバルの一撃とともに激しい響きとなり、突如ニ長調主和音が響いて曲を閉じる。

### 第2楽章 Adagio grazioso
弦楽器の繊細な響きで開始される。その上で木管が断片的な旋律を出す。雅楽調の響きである。クラリネットにやや粘着的な旋律が現れる。二つの旋律は美しく展開されて行き、低弦の行進曲のリズムの上でひっそりと曲を閉じる。

### 第3楽章 Moderato
「幻想風メヌエット」と名付けられている。弦楽器の細かいアルペジオの上で木管に第1のメヌエットが登場する。薄暗い響きである。続いて「ピョンコ節」のリズムによる第2のメヌエットが登場する。途中フルートが日本古謡「さくら」を断片的に出す。クライマックスを迎え、トリオに入る。ト長調のベートーヴェン風の旋律をホルンが提示する。この部分は全く西洋音楽的である。しかしながら次第に日本の都節音階でゆがめられ、第1のメヌエットが再現される。第2のメヌエットも再現され、ニ短調でひっそりと終わる。

### 第4楽章 Allegro non troppo con fuoco
ニ調。シンバルの一撃を伴う全合奏で勢いよく開始される。静かになり、しばらくすると弦楽器にニ短調の行進曲風の第1主題が現れる。盛り上がってくると金管に「ピョンコ節」のリズムの第2主題が暴力的に登場する。二つの主題が展開されてゆき、弦楽器の嬰ヘ長調主和音に導かれてしだいに賛歌のような性格を帯びてくる。しかし、すぐに憂鬱な表情が戻り、リズミカルにニ短調の和音を打ち鳴らして行くが、最後はニ長調主和音が鳴り響いて曲を閉じる。

## 録音
- ドミトリ・ヤブロンスキー指揮、ロシア・フィルハーモニー管弦楽団。（Naxos 8.557416J、『神風協奏曲』とのカップリング）